# Winner (Pet Shop Boys)
Winner is de eerste single van het album Elysium van de Pet Shop Boys. Het nummer is geschreven door Neil Tennant en Chris Lowe. Net als de rest van het album is Winner geproduceerd door de Amerikaanse producer Andrew Dawson.
Het nummer beleefde op 2 juli 2012 zijn wereldpremière op de Engelse radio. De volgende dag verscheen het officieel als download. Het nummer is toegespitst op de Olympische Spelen die in 2012 plaatsvinden in Londen. Op 6 augustus verschijnt Winner ook op cd-single en op 12-inch. Ook komen die dag meerdere download-bundles uit.
Op de verschillende formats drie nieuwe bonustracks en remixes van Winner. Onder de bonustracks bevindt zich een cover van het nummer I started a joke van de Bee Gees. Dat nummer is een eerbetoon aan de in 2012 overleden zanger Robin Gibb. Remixes zijn gemaakt door John Dahlbäck, Niki And The Dove, The Wideboys en Andrew Dawson.